# Quadrastichodella gracilis
Quadrastichodella gracilis är en stekelart som beskrevs av Ikeda 1999. Quadrastichodella gracilis ingår i släktet Quadrastichodella och familjen finglanssteklar.
Artens utbredningsområde är Thailand. Inga underarter finns listade i Catalogue of Life.